# Isabelle Tokpanou
Isabelle Marie Ndjole Assouho épouse Tokpanou, née le 27 novembre 1936 à Kribi dans la région du Sud au Cameroun, est une femme politique camerounaise. Elle a été élue sénatrice de la région de l'Est lors des premières élections sénatoriales organisées le 14 avril 2013. 
Professeur d'université, elle fut présidente du conseil d'administration du Palais des congrès de Yaoundé et remplacée à ce poste par Aminatou Ahidjo le 29 juin 2016.
Pendant cinq années, elle a été secrétaire d'état numéro 2 au ministère de l'éducation nationale aujourd'hui ministère des enseignements secondaires. Elle est mariée et mère de 04 enfants.

## Formation et carrière professionnelle
Titulaire d'un Baccalauréat obtenu en 1957, Isabelle Tokpanou poursuit ses études supérieures en France où elle sort nantie d'une Licence en sciences naturelles en 1963, d'un DEA en Physiologie animale en 1975 et d'un Doctorat 3e cycle en Physiologie animale en 1978 obtenu à l'UER de Sciences naturelles de Poitiers.
En 1963, elle commence sa carrière professionnelle comme enseignante de Lycées : au Bénin, en Côte d'Ivoire et en France jusqu'en 1975, année au cours de laquelle elle devient assistante en Physiologie animale à l'Université du Benin, aujourd'hui Université de Lomé au Togo. 
En 1978, elle entre à l'Université de Yaoundé I et en 1980, elle devient chargée de cours à la Faculté des Sciences. Par la suite, elle sera présidente du palais des congrès pendant dix (10) ans après avoir été secrétaire d'état au ministère de l'éducation nationale.

## Parcours politique
Isabelle Tokpanou est militante du RDPC où elle est membre suppléant du comité central. Elle est élue sénatrice de la région de l'Est lors des Élections sénatoriales camerounaises de 2013

## Distinctions honorifiques
- Chevalier de l'ordre national de la Valeur
- Chevalier de la Légion d'Honneur Française